# الیزابت هرلی
الیزابت هِـرلی (انگلیسی: Elizabeth Hurley؛ ‏ زاده ۱۰ ژوئن ۱۹۶۵) بازیگر انگلیسی است. از فیلم‌های او می‌توان به فیلم مسحور اشاره کرد.

## گزیدهٔ نقش‌آفرینی‌ها
- مسحور
- آستین پاورز: مرد بین‌المللی رمز و راز[۴]
- مسافر ۵۷[۵]
- مشکل دوچندان[۶]
- آریا
- سامسون و دلیله
- ویکتور
- نیمه‌شب ماندگار[۷]
- وزن آب
- در خدمت سارا[۸]
- اد تی‌وی
- قایقرانی با باد[۹]
- شارپ